# Sällskapet DBW

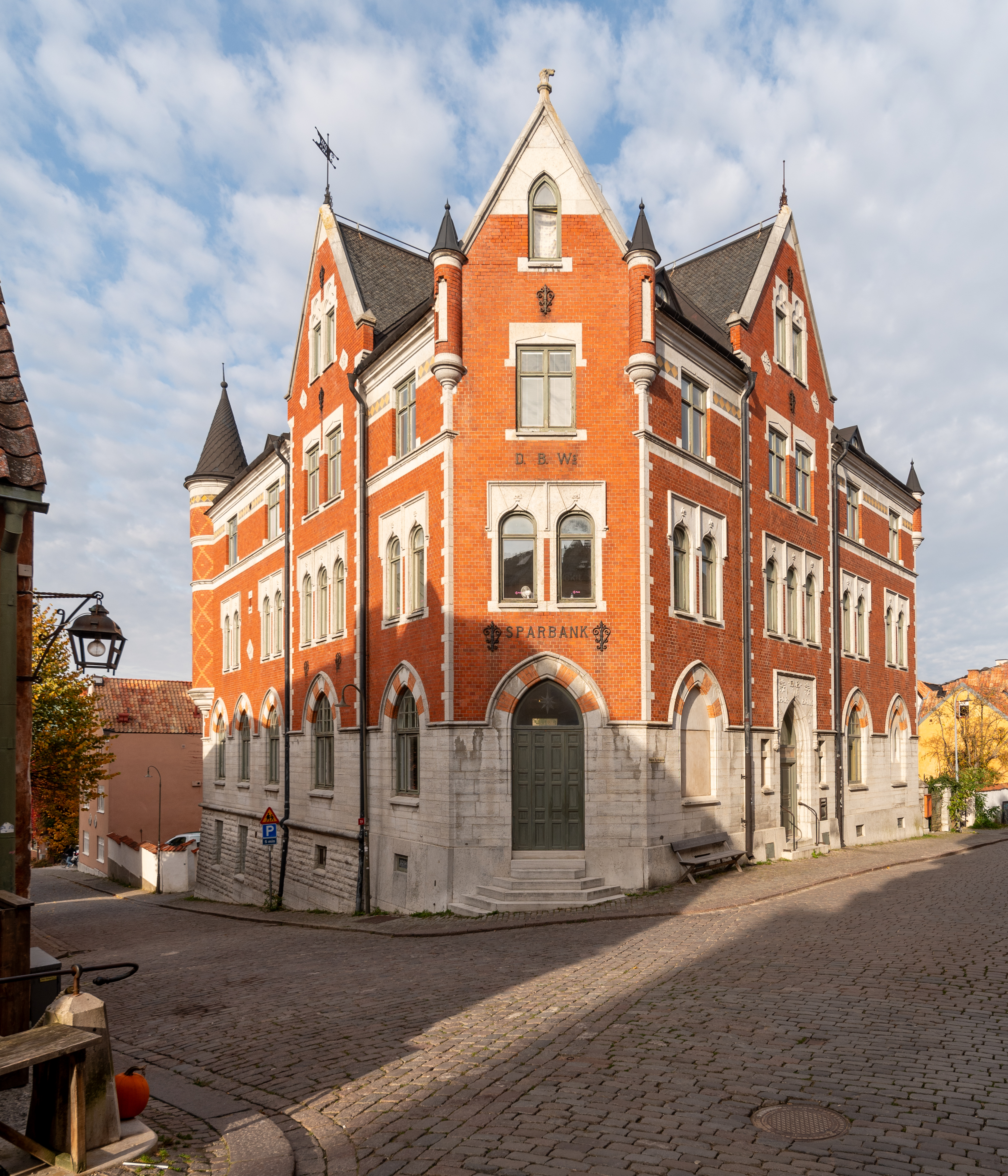
DBW:s Sparbanks hus på Södra Kyrkogatan 3 i Visby (numera i privat ägo).

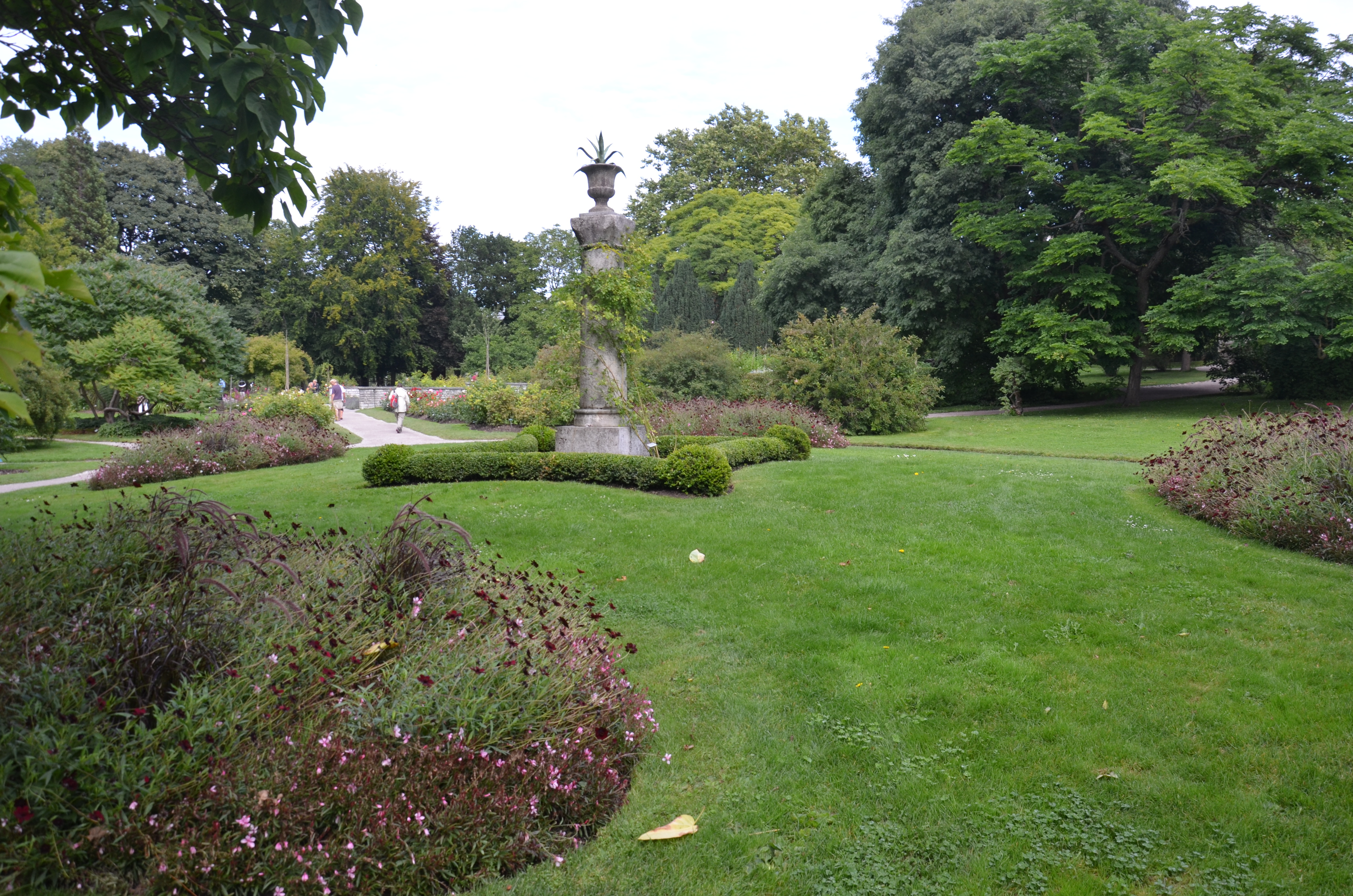
DBW:s botaniska trädgård i Visby.

Sällskapet DBW, De Badande Vännerna, grundades den 9 juli 1814 som ett enskilt, manligt sällskap i Visby med syfte att ”verka något nyttigt för det allmänna”. I Sällskapets stadgar anges också att Sällskapet ska ”verka för bevarandet av Visby stads säregna skönhet och ålderdomliga prägel samt även stödja humanitär och kulturell verksamhet och främja ett sunt friluftsliv”. 
Sällskapet bildades av tolv män i Visby. Stiftarna var: Carl Fredric Calissendorff (sällskapets förste ordförande), Lars Stenberg, Johan Ehinger, Georg Fåhraeus, Petter August Hägg, Hans Petter Löfvenberg, Suno Engström, Johan Segerdahl, J. F. Welin, Nils Cramér och Pehr Engström. Finansieringen av verksamheten och grundplåten till DBW:s ekonomi lades ursprungligen genom de böter ledamöterna fick betala vid sen ankomst, olämpligt prat, längre anförande än tio minuter utan tillstånd med mera. Finansiering fick man så småningom även genom medlemsavgifter och genom donationer till sällskapet. Namnet De badande vännerna tog man eftersom verksamheten började som badutflykter till den strax norr om Visby belägna Snäckviken.
Sällskapet startade Gotlands första folkskola (1815), mindre än ett år efter sällskapets bildande. Skolan tog inledningsvis emot "12 fattiga gossebarn". 1823 kunde Sällskapet med hjälp av en donation på 1 000 riksdaler från handlaren i Visby, Timotheus Segerdahl, far till en av stiftarna, uppföra en skolbyggnad på Kyrkberget i innerstaden. Man kunde nu ta emot 120 skolbarn. Skolan bedrevs i DBW:s regi till 1848. Totalt undervisades där 856 barn. År 1830 startade sällskapet DBV:s sparbank och 1855 anlades DBW:s botaniska trädgård. DBW:s sparbank fanns kvar till 1960-talet. DBW:s botaniska trädgård, som numera har karaktären av stadspark, är belägen intill sjömuren i Visby innerstad. DBW är ägare till trädgården medan Region Gotland (tidigare Gotlands kommun) svarar för trädgårdens drift med egen personal, varvid Sällskapet förutom med kostnaderna för underhåll och investeringar även bidrar med årliga belopp. Allmänheten äger året runt fritt tillträde till trädgården.
I dag består sällskapet DBW av cirka 700 ledamöter, varav ca 70–100 deltar i de månatliga sammankomsterna som traditionsenligt hålls första tisdagen i varje månad. Genom att Sällskapet har kvar sin ursprungliga organisation från tiden för stiftandet försiggår alla diskussioner och tas alla beslut på dessa månadssammankomster. Dessutom firas till åminnelse av Sällskapets första stiftande en högtidsdag den 9 juli varje år. Vid junisammankomsten badar sällskapet i den i Snäckvikens närhet belägna Gustafsvik med efterföljande sammankomst i Åhsbergska hagen, vilken DBW äger och ställer till allmänhetens disposition för friluftsaktiviteter.
DBW:s verksamhet är, förutom på sällskaplig samvaro, inriktad på ekonomiskt stöd till kulturell verksamhet av olika slag på Gotland. Under senare tid har större bidrag lämnats till Konstmuseet i Visby, till Forum Östersjön i Vamlingbo prästgård på södra Gotland och till Högskolan på Gotland. Till forskare vid Uppsala universitet, Campus Gotland, delar Sällskapet årligen ut stipendier om sammanlagt 150 000 kr.